# Halløj på Wall Street
Halløj på Wall Street (eng: The Associate) er en amerikansk komediefilm fra 1996 instrueret af Donald Petrie og med Whoopi Goldberg i hovedrollen.

## Medvirkende
- Whoopi Goldberg som Laurel Ayres
- Dianne Wiest som Sally Dugan
- Eli Wallach som Donald Fallon
- Tim Daly som Frank Peterson
- Bebe Neuwirth som Camille Scott
- Austin Pendleton som Aesop Franklin
- Lainie Kazan som Cindy Mason
- George Martin som Walter Manchester
- Kenny Kerr som Charlie

## Ekstern henvisning
- Halløj på Wall Street på Internet Movie Database (engelsk)
- Halløj på Wall Street på Filmdatabasen
- Halløj på Wall Street på Scope
- Halløj på Wall Street i Svensk Filmdatabas (svensk)
- Halløj på Wall Street på AlloCiné (fransk)
- Halløj på Wall Street på AllMovie (engelsk)
- Halløj på Wall Street på Turner Classic Movies (engelsk)
- Halløj på Wall Street på The Movie Database (engelsk)
- Halløj på Wall Street på Rotten Tomatoes (engelsk)
- Halløj på Wall Street på Box Office Mojo (engelsk)